# Земетресение в Турция (2020)
Земетресението в провинция Елязъг се случва на 24 януари 2020 г. в 20:55 местно време (UTC+3). Епицентърът се намира в близост до град Сиврий. Земетресението се усеща и в някои съседни провинции като Диарбекир, Малатия, Адъяман, Самсун, както и в съседни страни като Сирия, Ливан и Иран. Според Обсерваторията в Кандили магнитудът на земетресението е 6,8 по Рихтер. Земетресението взима най-малко 29 жертви и ранява около 1466 души.
По-голямата част от Турция е разположена на Анатолийската плоча, която се изтласква на запад в резултат на сблъсък между Арабската плоча и Евразийската плоча. Това движение на запад е придружено от две големи разломни зони. Движението по тези два разлома исторически е било причина за много големи и опустошителни земетресения. Последните големи земетресения по Източния анадолски разлом бяха земетресението в Бингьол през 2003 г. и земетресението в Елязъг през 2010 г.

## Последствия
Първоначално е съобщено, че около пет къщи са били срутени в провинция Елязъг, а други 25 – в град Доганьол в провинция Малатия. Хиляди турски жители прекарват нощта на улицата след земетресението поради заплахата от вторични трусове и срутване на сгради.
В резултат на работата по облекчаване на земетресението е установено, че 72 сгради са разрушени, 514 са сериозно повредени, а 409 са идентифицирани като леко повредени или умерено повредени. Около 400 хиляди души живеят на територията на провинция Елязъг. Най-малко 39 души са убити, а 1607 са ранени. Спасителите изваждат изпод развалините още 43 души.
|  | Тази страница частично или изцяло представлява превод на страницата „Элязыгское землетрясение (2020)“ и страницата ელაზიღის მიწისძვრა (2020) в Уикипедия на руски и грузински език. Оригиналните текстове, както и този превод, са защитени от Лиценза „Криейтив Комънс – Признание – Споделяне на споделеното“, а за творби, създадени преди юни 2009 година – от Лиценза за свободна документация на ГНУ. Прегледайте историята на редакциите на оригиналните страници тук и тук, за да видите списъка на техните съавтори. ВАЖНО: Този шаблон се отнася единствено до авторските права върху съдържанието на статията. Добавянето му не отменя изискването да се посочват конкретни източници на твърденията, които да бъдат благонадеждни. |